# NGC 7079
NGC 7079 је спирална галаксија у сазвежђу Ждрал која се налази на NGC листи објеката дубоког неба.
Деклинација објекта је - 44° 4' 3" а ректасцензија 21h 32m 35,0s. Привидна величина (магнитуда) објекта NGC 7079 износи 11,5 а фотографска магнитуда 12,5. Налази се на удаљености од 33,9000 милиона парсека од Сунца. NGC 7079 је још познат и под ознакама ESO 287-36, MCG -7-44-22, AM 2129-441, PGC 66934.